# بيانكا ريفيرا
بيانكا ريفيرا (بالإنجليزية: Bianca Rivera)‏ (4 أكتوبر 1987 في بورتوريكو - ) هي لاعبة كرة طائرة الولايات المتحدة في مركز ليبرو ‏.